# Мельхнау
Мельхнау (нім. Melchnau) — громада  в Швейцарії в кантоні Берн, адміністративний округ Верхнє Ааргау.

## Географія
Громада розташована на відстані близько 45 км на північний схід від Берна.
Мельхнау має площу 10,3 км², з яких на 7,7% дозволяється будівництво (житлове та будівництво доріг), 56,9% використовуються в сільськогосподарських цілях, 35,1% зайнято лісами, 0,3% не є продуктивними (річки, льодовики або гори).

## Демографія
2019 року в громаді мешкало 1489 осіб (-3,3% порівняно з 2010 роком), іноземців було 14,2%. Густота населення становила 145 осіб/км².
За віковим діапазоном населення розподілялося таким чином: 21,3% — особи молодші 20 років, 55,7% — особи у віці 20—64 років, 23% — особи у віці 65 років та старші. Було 651 помешкань (у середньому 2,2 особи в помешканні).
Із загальної кількості 693 працюючих 103 було зайнятих в первинному секторі, 191 — в обробній промисловості, 399 — в галузі послуг.